# Абель Бальбо
Абель Бальбо (ісп. Abel Balbo, нар. 1 червня 1966, Емпальме, Санта-Фе) — аргентинський футболіст, нападник. По завершенні ігрової кар'єри — футбольний тренер.
Як гравець насамперед відомий виступами за клуб «Рома», а також національну збірну Аргентини.
Чемпіон Аргентини. Володар Кубка Італії. Чемпіон Італії. Володар Суперкубка Італії з футболу. Володар Кубка УЄФА.

## Клубна кар'єра
У дорослому футболі дебютував 1987 року виступами за команду клубу «Ньюеллс Олд Бойз», в якій провів один сезон, взявши участь у 23 матчах чемпіонату. Наступний сезон провів у складі іншого аргентинського клубу, «Рівер Плейт».
1989 рокі перебрався до Італії, уклавши контракт з клубом «Удінезе». В сезоні 1989–90 команди з Удіне залишила елітну Серію A і наступні два роки провела, змагаючись у другій за силою Серії B. Не в останню чергу завдяки Бальбо, який був основним бомбардиром команди, «Удінезе» повернувся до найвищого італійського дивізіону, а аргентинський нападник зацікавив представників сильніших італійських клубів.
Серед таких клубів була зокрема столична «Рома», до складу якого Бальбо й приєднався 1993 року. Відіграв за «вовків» наступні п'ять сезонів своєї ігрової кар'єри. Більшість часу, проведеного у складі «Роми», був основним гравцем атакувальної ланки команди. У складі «Роми» був одним з головних бомбардирів команди, маючи середню результативність на рівні 0,53 гола за гру першості.
Протягом 1998—2000 років захищав кольори «Парми», з якою став володарем Кубка УЄФА, та «Фіорентини», після чого повернувся до «Роми». Повернути своє місце в основі римського клубу досвідчений нападник не зміг, провівши за два сезони лише три гри в чемпіонаті Італії.
Завершив професійну ігрову кар'єру на батьківщині, у клубі «Бока Хуніорс», за команду якого виступав протягом 2002—2003 років.

## Виступи за збірну
1989 року дебютував в офіційних матчах у складі національної збірної Аргентини. Протягом кар'єри у національній команді, яка тривала 10 років, провів у формі головної команди країни 37 матчів, забивши 11 голів.
У складі збірної був учасником чемпіонату світу 1990 року в Італії, де разом з командою здобув «срібло», чемпіонату світу 1994 року у США, чемпіонату світу 1998 року у Франції. Також брав участь у розіграшах Кубка Америки 1989 року у Бразилії, на якому команда здобула бронзові нагороди, та Кубка Америки 1995 року в Уругваї.

## Кар'єра тренера
Розпочав тренерську кар'єру, повернувшись до футболу після невеликої перерви, 2009 року, очоливши тренерський штаб клубу «Тревізо».
Наразі останнім місцем тренерської роботи був клуб «Ареццо», команду якого Абель Бальбо очолював як головний тренер до 2011 року.
Згодом повертався до тренерської діяльності на початку 2020-х, працював на батьківщині з командами «Сентраль Кордова» та «Естудьянтес».
| Дата       | Місто          | Господарі  | Результат               | Гості      | Турнір                          | Голи | Примітки |
| ---------- | -------------- | ---------- | ----------------------- | ---------- | ------------------------------- | ---- | -------- |
| 9-3-1989   | Барранкілья    | Колумбія   | 1 – 0                   | Аргентина  | товариський матч                | -    |          |
| 13-4-1989  | Гуаякіль       | Еквадор    | 2 – 2                   | Аргентина  | товариський матч                | -    |          |
| 20-4-1989  | Сантьяго       | Чилі       | 1 – 1                   | Аргентина  | товариський матч                | -    |          |
| 14-7-1989  | Ріо-де-Жанейро | Аргентина  | 0 – 2                   | Уругвай    | Копа Америка 1989               | -    | 54'      |
| 16-7-1989  | Ріо-де-Жанейро | Аргентина  | 0 – 0                   | Парагвай   | Копа Америка 1989               | -    |          |
| 28-3-1990  | Глазго         | Шотландія  | 1 – 0                   | Аргентина  | товариський матч                | -    | 46'      |
| 3-5-1990   | Відень         | Австрія    | 1 – 1                   | Аргентина  | товариський матч                | -    | 46'      |
| 8-5-1990   | Берн           | Швейцарія  | 1 – 1                   | Аргентина  | товариський матч                | 1    | 59'      |
| 22-5-1990  | Тель-Авів      | Ізраїль    | 1 – 2                   | Аргентина  | товариський матч                | -    | 85'      |
| 8-6-1990   | Мілан          | Аргентина  | 0 – 1                   | Камерун    | ЧС 1990 - 1-й етап              | -    |          |
| 31-10-1993 | Сідней         | Австралія  | 1 – 1                   | Аргентина  | Відбір до ЧС 1994               | 1    | 83'      |
| 17-11-1993 | Буенос-Айрес   | Аргентина  | 1 – 0                   | Австралія  | Відбір до ЧС 1994               | -    | 70'      |
| 15-12-1993 | Мендоса        | Аргентина  | 2 – 1                   | Німеччина  | товариський матч                | 1    |          |
| 20-4-1994  | Сальта (місто) | Аргентина  | 3 – 1                   | Марокко    | товариський матч                | 1    |          |
| 18-5-1994  | Сантьяго       | Чилі       | 3 – 3                   | Аргентина  | товариський матч                | 1    |          |
| 25-5-1994  | Гуаякіль       | Еквадор    | 1 – 0                   | Аргентина  | товариський матч                | -    | 70'      |
| 31-5-1994  | Тель-Авів      | Ізраїль    | 0 – 3                   | Аргентина  | товариський матч                | -    |          |
| 4-6-1994   | Загреб         | Хорватія   | 0 – 0                   | Аргентина  | товариський матч                | -    | 70'      |
| 21-6-1994  | Бостон         | Аргентина  | 4 – 0                   | Греція     | ЧС 1994 - 1-й етап              | -    | 80'      |
| 25-6-1994  | Бостон         | Аргентина  | 2 – 1                   | Нігерія    | ЧС 1994 - 1-й етап              | -    | 72'      |
| 30-6-1994  | Даллас         | Аргентина  | 0 – 2                   | Болгарія   | ЧС 1994 - 1-й етап              | -    |          |
| 3-7-1994   | Пасадіна       | Румунія    | 3 – 2                   | Аргентина  | ЧС 1994 - 1/8 фіналу            | 1    |          |
| 14-6-1995  | Росаріо        | Аргентина  | 2 – 1                   | Парагвай   | товариський матч                | -    |          |
| 22-6-1995  | Мендоса        | Аргентина  | 6 – 0                   | Словаччина | товариський матч                | -    |          |
| 30-6-1995  | Кільмес        | Аргентина  | 2 – 0                   | Австралія  | товариський матч                | 1    |          |
| 8-7-1995   | Пайсанду       | Аргентина  | 2 – 1                   | Болівія    | Копа Америка 1995 - 1-й етап    | 1    | 80'      |
| 11-7-1995  | Пайсанду       | Аргентина  | 4 – 0                   | Чилі       | Копа Америка 1995 - 1-й етап    | 1    |          |
| 14-7-1995  | Пайсанду       | США        | 3 – 0                   | Аргентина  | Копа Америка 1995 - 1-й етап    | -    | 65'      |
| 17-7-1995  | Рівера         | Бразилія   | 2 – 2 д.ч. (4 – 2 п.п.) | Аргентина  | Копа Америка 1995 - чвертьфінал | 1    | 75'      |
| 20-9-1995  | Мадрид         | Іспанія    | 2 – 1                   | Аргентина  | товариський матч                | -    |          |
| 8-11-1995  | Буенос-Айрес   | Аргентина  | 0 – 1                   | Бразилія   | товариський матч                | -    |          |
| 24-4-1996  | Буенос-Айрес   | Аргентина  | 3 – 1                   | Болівія    | Відбір до ЧС 1998               | -    | 72'      |
| 20-6-1996  | Тукуман        | Аргентина  | 2 – 0                   | Польща     | товариський матч                | 1    | 46'      |
| 7-7-1996   | Ліма           | Перу       | 0 – 0                   | Аргентина  | Відбір до ЧС 1998               | -    | 28'      |
| 15-12-1996 | Буенос-Айрес   | Аргентина  | 1 – 1                   | Чилі       | Відбір до ЧС 1998               | -    | 36'      |
| 14-6-1998  | Тулуза         | Аргентина  | 1 – 0                   | Японія     | ЧС 1998 - 1-й етап              | -    | 61'      |
| 4-7-1998   | Марсель        | Нідерланди | 2 – 1                   | Аргентина  | ЧС 1998 - чвертьфінал           | -    | 89'      |
| Усього     |                | Матчів     | 37                      |            | Голів                           | 11   |          |

## Титули і досягнення

### Командні
- Чемпіон Аргентини (1):

«Ньюеллс Олд Бойз»: 1988
- Володар Кубка Італії (1):

«Парма»: 1998–99
- Чемпіон Італії (1):

«Рома»: 2000–01
- Володар Суперкубка Італії з футболу (1):

«Рома»: 2001
- Володар Кубка УЄФА (1):

«Парма»: 1998–99
- Віце-чемпіон світу: 1990
- Бронзовий призер Кубка Америки: 1989

### Особисті
- Найкращий бомбардир Серії B: «Удінезе»: 1990-91 (22)